# Centro de Estudios Científicos
El Centro de Estudios Científicos  —o CECs— es una corporación y centro académico de derecho privado, sin fines de lucro, dedicada al desarrollo, fomento y difusión de la investigación científica de alta complejidad, ubicado en la ciudad de Valdivia, Chile

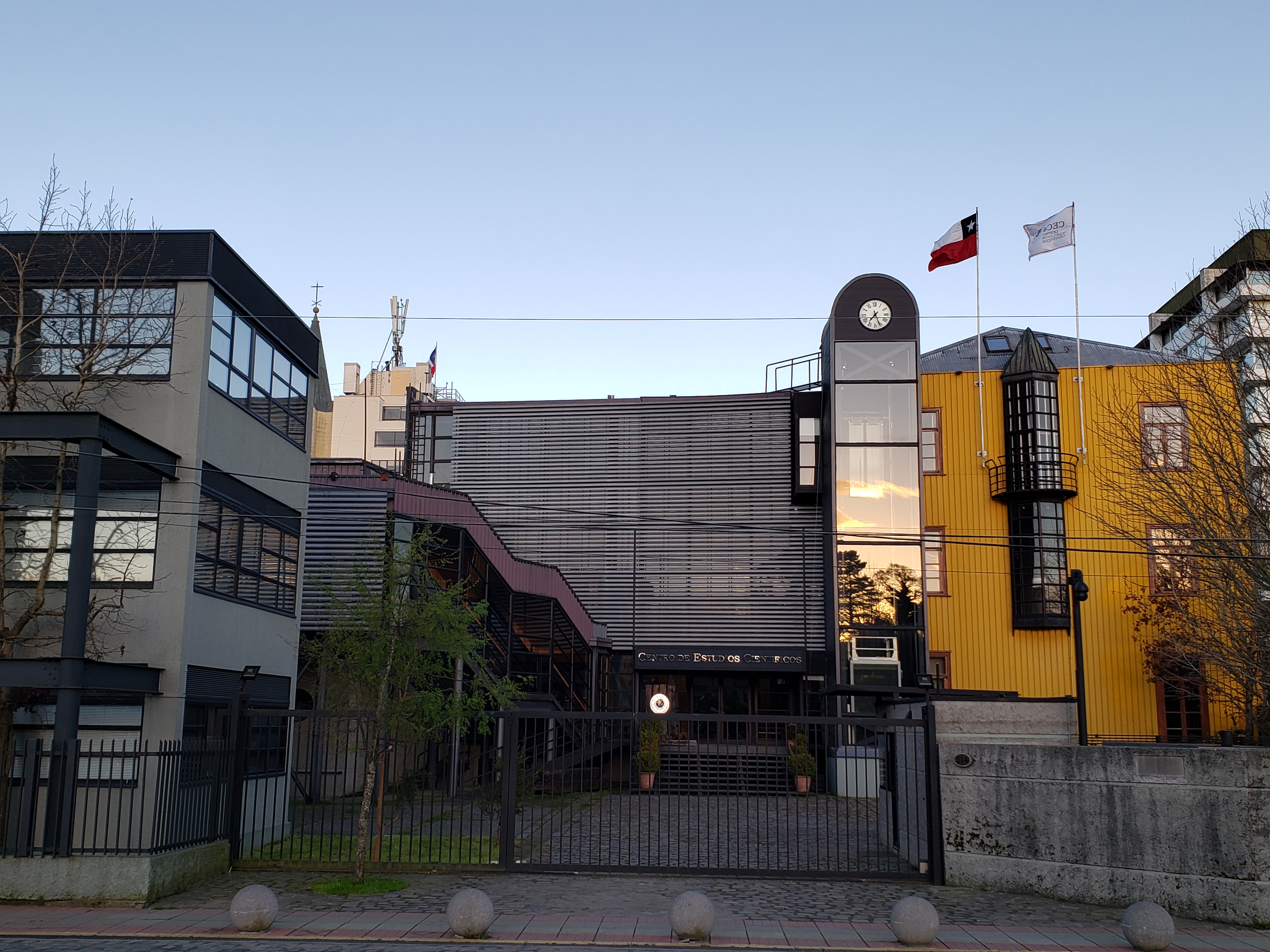
Edificio del CECS en Valdivia

## Historia
El Centro de Estudios Científicos (CECs) es una corporación de derecho privado, sin fines de lucro, dedicada al desarrollo, fomento y difusión de la investigación científica. El CECs fue fundado en 1984 como el Centro de Estudios Científicos de Santiago, y ha sido dirigido desde entonces por el físico Dr. Claudio Bunster.

## Orígenes del CECs y su desarrollo hasta el presente
En su inicio el CECs estaba formado por físicos teóricos y biólogos que habían establecido carreras académicas sólidas en el exterior, pero deseaban volver a Chile y causar un impacto a través de la ciencia. Pronto se llegó a la convicción de que tal impacto solo podría ser logrado mediante la fundación de lo que llegaría a ser la primera institución independiente de investigación científica en la historia del país. 

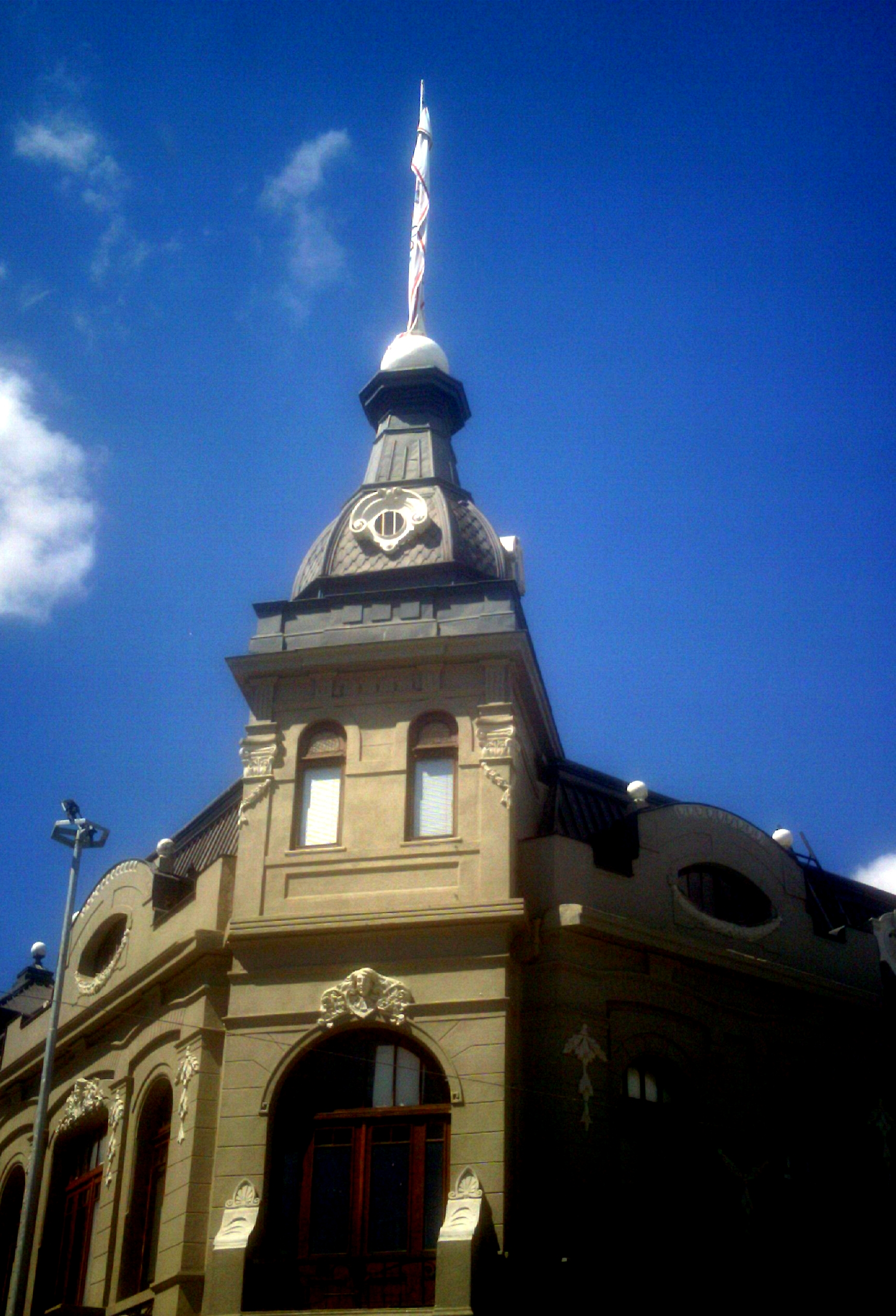
El Edificio Central del CECs está ubicado en la zona patrimonial y de conservación histórica de la ciudad.

El centro comenzó con un proyecto de 3 años, con 150 mil dólares anuales, otorgado por la Fundación Tinker de Nueva York. Además de los fondos, su capital inicial fue la calidad científica excepcional de sus investigadores, su fuerte esprit de corps y su red de colaboraciones internacionales. En pocos años, funcionando en una casa arrendada, el centro se convirtió en un punto neurálgico para la ciencia de Chile y de Latinoamérica.  
Desde 1990, el centro comenzó además a desempeñar un papel importante en el servicio público, no solo diseñando nuevos programas científicos, como la Iniciativa Científica Milenio, sino también gestando y poniendo en práctica la idea de contribuir a la democracia, involucrando a la militares en ciencia y por esta vía, contactándolos con el mundo civil en un contexto no contaminado.
En el 2014 el CECs descubrió lo que sería un lago subglacial en la Antártica Occidental, pasó todo un año investigando y se llegó a la conclusión de que sí es un lago, el cual bautizó Lago CECs en honor a la institución, fue publicado en "Geophysical Research Letters" (revista especialista en el tema) el 22 de mayo de 2015, Validando el descubrimiento. Los autores del descubrimiento son: Andrés Rivera, José Uribe, Rodrigo Zamora y Jonathan Oberreuter.

## Investigación

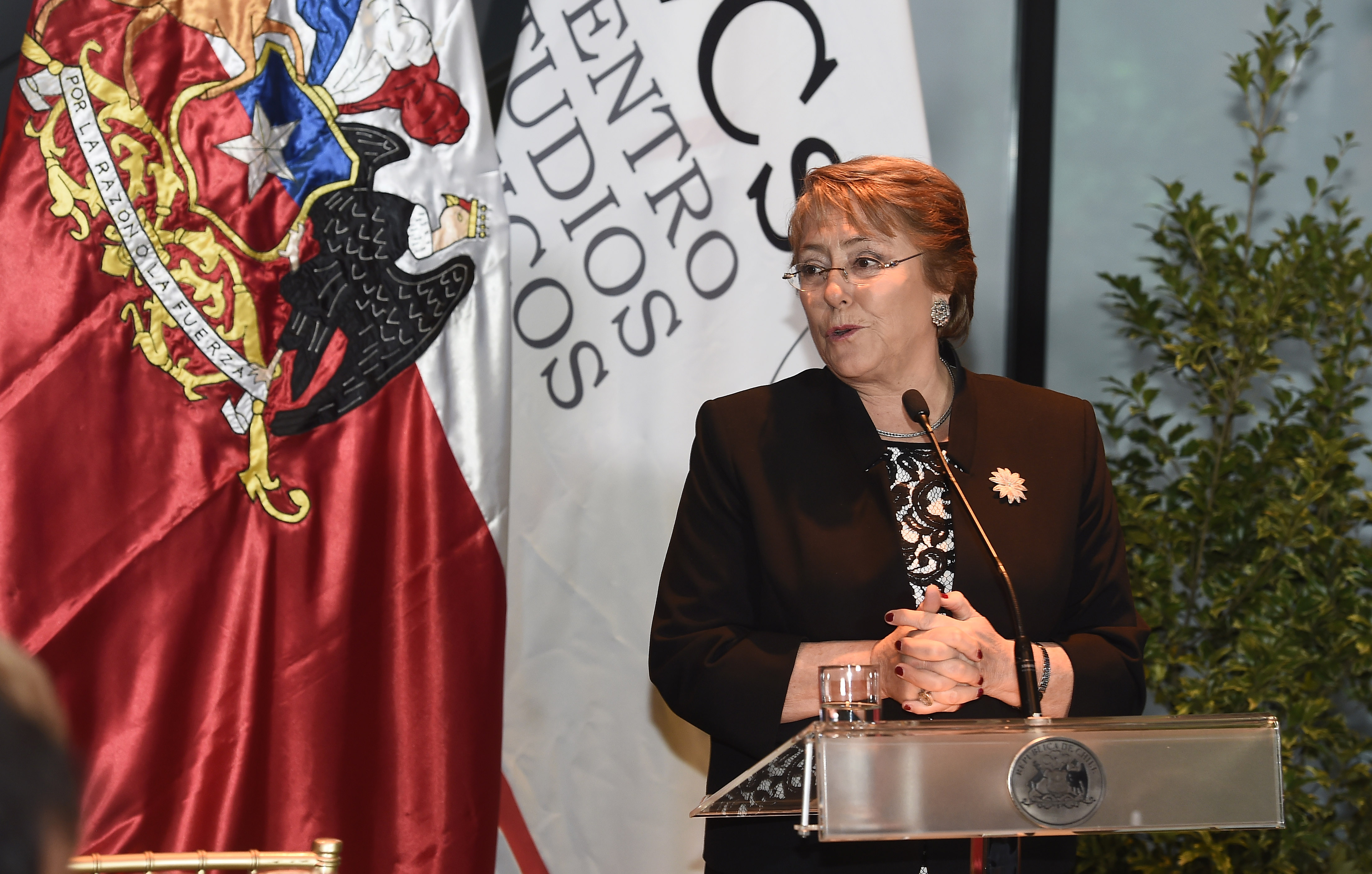
Presidenta Michelle Bachelet en el 32° aniversario del Centro de Estudios Científicos (CECs).

Actualmente, sus áreas de investigación son variadas, que abarcan las siguientes disciplinas: 
- Biología celular
- Biología molecular
- Bioquímica
- Biotecnología

- Fisiología celular
- Fisiología Molecular
- Fisiología vegetal
- Física teórica
- Glaciología
- Cambio climático

## Carpa de la Ciencia
En febrero del año 2010 fue inaugurada la “Carpa de la Ciencia”. Este espacio cuenta con  aproximadamente 700 m², alberga una sala de exposiciones y un auditórium que cuenta con una capacidad para 220 personas. La Carpa de la Ciencia se ha convertido en un espacio muy solicitado para realizar actividades de la comunidad, aún más allá de las programadas por el CECs.

## Costanera de la Ciencia

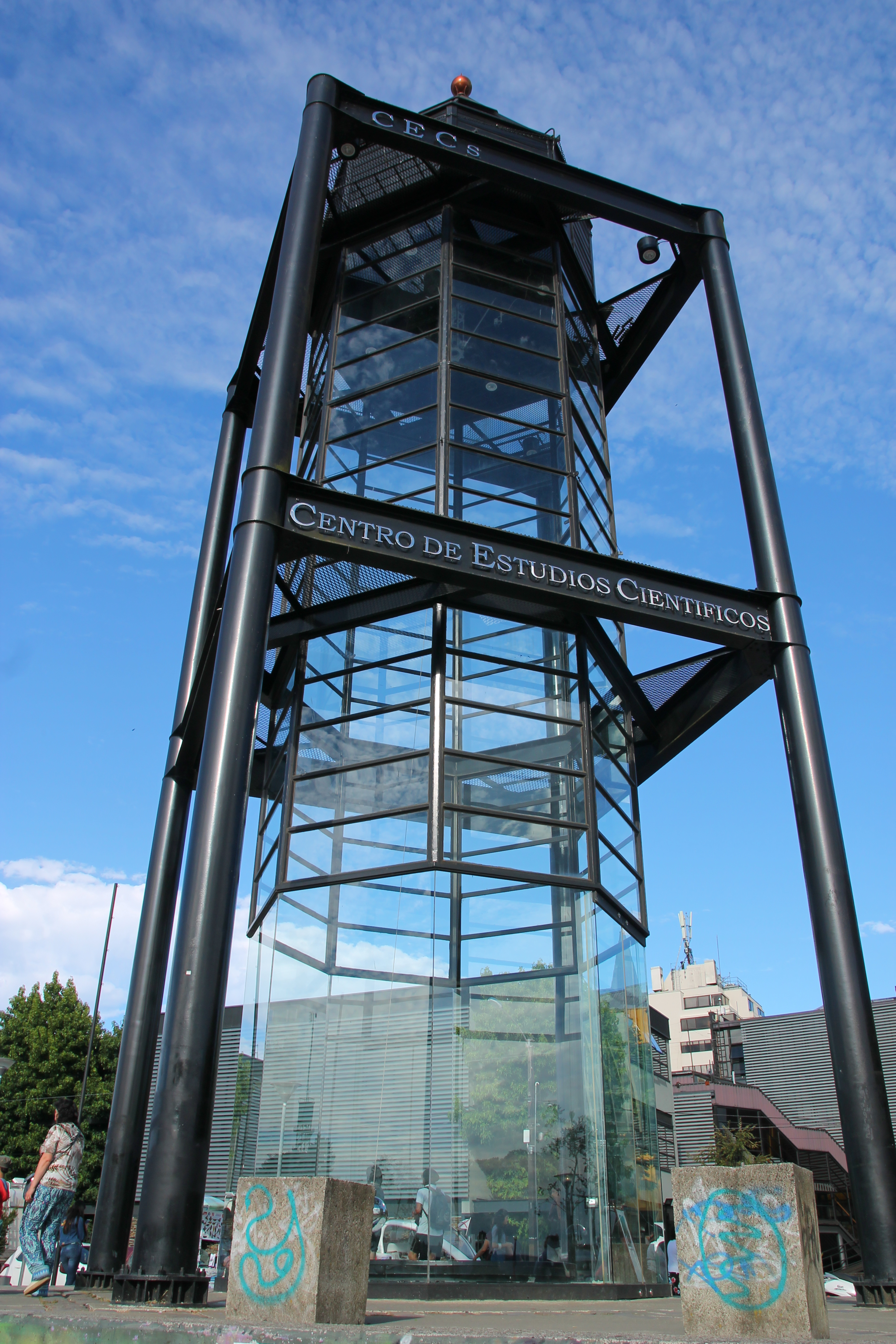
Péndulo de Foucault en Costanera de la Ciencia de Valdivia

Luego que el Terremoto de Chile de 2010 destruyera una parte de la Costanera de Valdivia, comenzó a gestarse en el área afectada un gran proyecto de reconstrucción y remodelación urbana: “La Costanera de la Ciencia”. 
El elemento central de la “Costanera de la Ciencia”, es el Péndulo de Foucault más austral del mundo. Este importante instrumento que demuestra la rotación de la tierra, fue trasladado desde el hall principal del CECs a una torre de cristal y acero de una altura total de 20 metros sobre el nivel de la costanera.
Sobre la torre octagonal del péndulo se encuentra el “Faro Péndulo”, histórico instrumento de ayuda a la navegación que iluminó, de 1896 a 1986 el faro Morro de Niebla, en la Bahía de Corral. El faro que fue reacondicionado y aportado por la Armada de Chile, tiene una visibilidad de 10 millas náuticas y está ubicado a 19,25 m. sobre el nivel medio del Río Valdivia.
A los pies del faro péndulo, está proyectado un gran mapa de Chile, el Cono Sudamericano y la Antartica Chilena. En este mapa se destacan los principales glaciares y cuerpos de hielos de nuestro país y del Continente helado. Se indican asimismo las principales bases antárticas de investigación de varios países.

## Vinculación el Medio

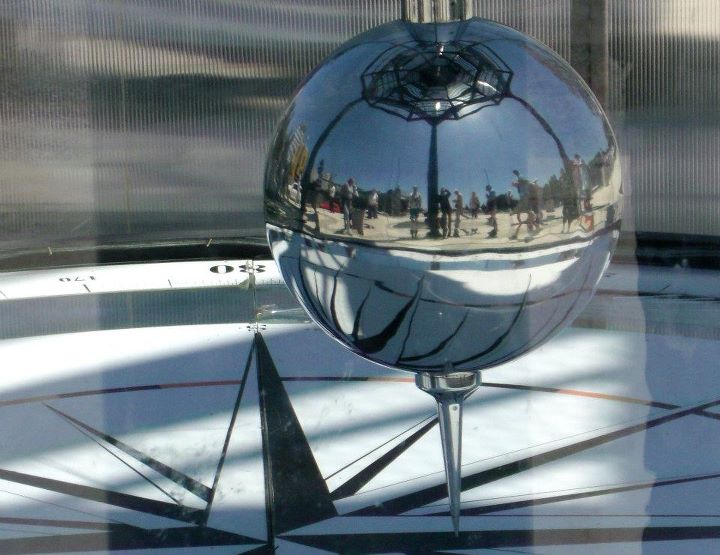
Elemento Central Oscilante del Péndulo de Focault.

El CECs posee una estrecha relación con el medio local, uno de los programas de vinculación es de incentivar la ciencia y la investigación en escolares de la Región de Los Ríos y de regiones vecinas, tal es el caso como el programa "Científicos por un Mes" en donde cada año alrededor de 20 estudiantes secundarios de segundo y tercero medio de diferentes establecimientos trabajan con investigadores del CECs en las áreas de: Física teórica, Biología y Glaciología; previo a postulación al programa, se realiza durante todo el período del mes de enero en donde los seleccionados interactúan en los laboratorios y con investigadores de diferentes disciplinas.
Igualmente el Centro de Estudios Científicos (CECs) es miembro de la corporación "Valdivia Ciudad Universitaria y del Conocimiento" en conjunto con la Universidad Austral de Chile, Universidad San Sebastián, Universidad Santo Tomás y la Ilustre Municipalidad de Valdivia; cuyo fin es posicionar a Valdivia como un polo de conocimiento y desarrollo científico en el país.

## Protección del Patrimonio Cultural
Parte de las dependencias abarcan la manzana donde se encuentra el edificio del ex Hotel Schuster, restaurado y reinaugurado oficialmente el año 2006 para laboratorios de biología y bioterio.

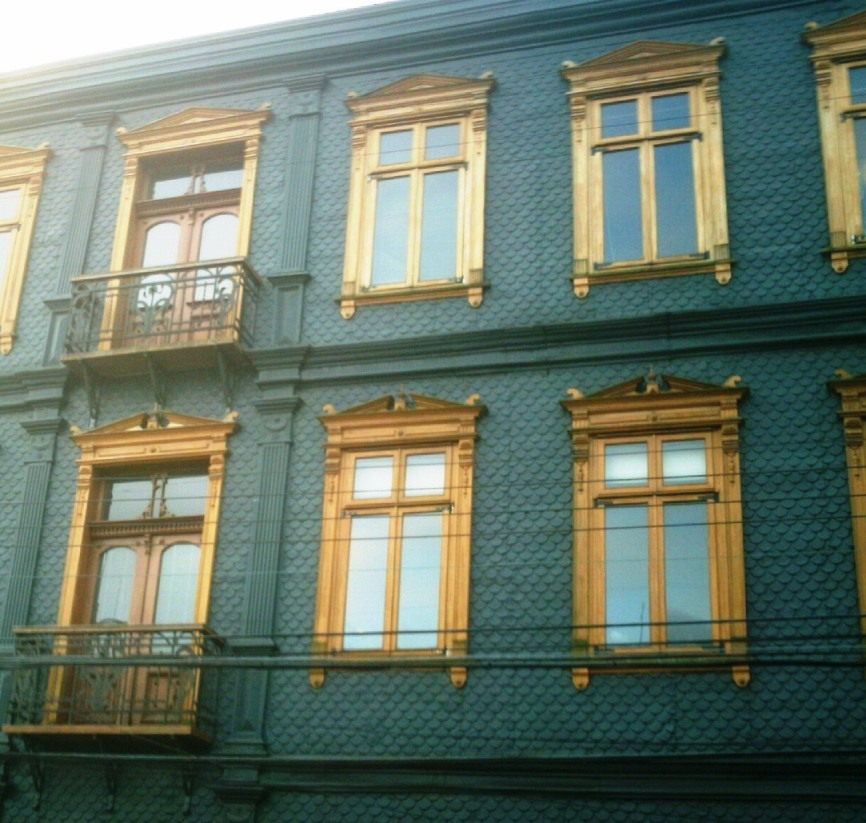
Ex Hotel Schuster actuales dependencias del CECs.

El edificio fue Construido en 1912 (circa) para ser destinado a hotel de tres plantas, este edificio íntegramente de madera con revestimientos metálicos estampados en las fachadas, se encontraba en un grado muy avanzado de deterioro. 
La intervención mediante la recuperación y refuerzo de su estructura y elementos de artesanía local posibilitaron su uso como el principal de los edificios que componen la “Manzana de la Ciencia” con la anexión de un piso zócalo y un ático sin alterar su morfología original. El sistema de fundaciones primitivas son las mismas que se encuentran en terrenos similares, siendo Venecia un referente muy cercano. 
Edificio ex Casa Schuler: Construida en los mismos años que el Schuster, este edificio adopta una estructura que se estaba desarrollando en Europa consistente en marcos de acero doble T compuestos con rellenos de hormigón.
La planta libre en sus dos pisos principales permitió su adaptación para los laboratorios de biología cumpliendo con los exigentes requerimientos de estabilidad y acondicionamiento.